# Brutus (Nueva York)
Brutus es un municipio del condado de Cayuga, estado de Nueva York, Estados Unidos. Tiene una población estimada, a mediados de 2023, de 4231 habitantes.

## Geografía
Está ubicado en las coordenadas 43°2′44″N 76°32′47″O / 43.04556, -76.54639 (43.045573, -76.546383).

## Demografía
Según la estimación 2018-2022 de la Oficina del Censo, los ingresos medios de los hogares son de $74,893 y los ingresos medios de las familias son de $98,397. Alrededor del 14.5% de la población está por debajo de la línea de pobreza.